# かしずき娘と若燕
『かしずき娘と若燕』（かしずきむすめとわかつばめ）は、高透レイコによる日本の漫画作品。『月刊ガンガンJOKER』（スクウェア・エニックス）で2011年8月号から2012年6月号まで連載された。J1グランプリ優勝作品。

## 登場人物
姉小路 ツバメ（あねこうじ ツバメ）

六条 庵（ろくじょう いおり）

## 単行本
- 高透レイコ 『かしずき娘と若燕』 スクウェア・エニックス〈ガンガンコミックスJOKER〉、全2巻。
  1. 2012年1月21日発売 ISBN 978-4-7575-3484-1
  2. 2012年7月21日発売 ISBN 978-4-7575-3672-2